# 2006년 벤쿠버 국제 영화제
제25회 벤쿠버 국제 영화제는 2006년 9월 28일에 열린 시상식이다.

## 수상 및 후보

### 캐나다영화인기상
- 미스틱 볼 - 그렉 해밀턴 수상

### 용호상
- 토도 토도 테로스 - 존 토레스 수상
- 괴물 - 봉준호
- 왕의 남자 - 이준익
- 달콤, 살벌한 연인 - 손재곤
- 예의없는 것들 - 박철희
- 해변의 여인 - 홍상수

### 심사위원 특별상
- 레이디언트 시티 - 짐 브라운 외1명 수상

### 국제영화인기상
- 타인의 삶 - 플로리안 헨켈 폰 도너스마르크 수상

### 국제영화위원회상
- 해브 유 허드 프롬 요하네스버그? - 코니 필드 수상

### 용호상 특별언급
- 얼굴 없는 것들 - 김경묵 수상
- 뇌절개술 - 김선 수상

### Citytv서부캐나다장편상
- 만사가 귀찮아 - 폴 폭스 수상

### Citytv서부캐나다장편상 특별언급
- 언내츄럴 & 액서던틀 - 칼 베세이 수상

### 여성 필름&비디오 예술상
- 언내츄럴 & 액서던틀 - 카멘 무어 수상

### 단편 부문
- 외박 - 이종윤